# Ethel Tawse Jollie
Ethel Tawse Jollie, född 1874, död 1950, var en författare och politiker i Sydrhodesia. 
Hon valdes 1923 till Southern Rhodesian Legislative Council. Hon var den första kvinnliga parlamentsledamoten i Rhodesia och i det brittiska imperiet.